# Vivere
Vivere est un jeu de rôle créé par Quentin Forestier. Un kit de démonstration a été diffusée sur le site de l'éditeur au format PDF en 2013.  Le livre de base de 104 pages est quant à lui édité en 2014 par Iblitz corporation.
Le thème de Space fantasy recycle à la fois des éléments du space-opera (planètes lointaines, extraterrestres...) et du médiéval-fantastique (magie, créatures fantastiques...),.

## Concept et système
Le concept du jeu est que les joueurs incarnent des humains exilés sur une quarantaine de lointaines planètes à la suite de la destruction de leur monde d'origine, Primasia, par une créature monstrueuse, le Fléau,. La technologie est généralement médiévale, les objets réellement modernes sont rares, souvent issus des nefs spatiales de l'exode. La magie est couramment utilisée pour améliorer la vie quotidienne. La technologie permettant les déplacements spatiaux est néanmoins toujours présente et il est de possible de voyager entre les différentes planètes,.
Les humains sont divisés en plusieurs cultes, qui sont des civilisations distinctes, chacune sous la patronage d'une puissante créature magique, qui s'est sacrifiée pour défendre Primasia :
- Phénix : une technocratie gérant le commerce interstellaire
- Griffon : une société féodale chevaleresque
- Hydre : une démocratie apparente, mais dotée d'une aristocratie discrète
- Dragon : une théocratie adorant les créatures éponymes
- Chimère : une société passionnée par les sciences de la terre
- Loup : une confrérie spécialisée dans le culte des ancêtres
- Licorne : un ordre chevaleresque dédié à la destruction du Fléau
- Licorne Noire : un empire rival de la Licorne, plus radical et méritocratique.

On compte parmi les inspirations de l'auteur pour la création du monde de Vivere les univers de Dune, Warhammer, Firefly et de Riddick.
Le système de jeu est basé sur des jets de pourcentage sous la caractéristique la plus adéquate, éventuellement modifiée par un bonus de compétence,.  La création des personnages est rapide. En excluant celle-ci, les règles ne courent que sur 15 pages, ce qui en fait un système de jeu considéré léger. Les personnages peuvent également bénéficier de capacités spéciales, notamment de talents magiques assez polyvalents, même si chaque Culte se spécialise sur un seul élément (feu pour le Phénix, air pour le Griffon, eau pour l'Hydre...).  Les règles concernant la magie, quant à elles, permettent l'improvisation en concertation entre le joueur et le meneur de jeu,.
L'univers permet des scénarios centrés sur l'exploration, la recherche d'anciens artefacts, l'infiltration, la diplomatie ou le jeu politique entre les Cultes,.

### Développement et ouvrages
Quentin Forestier publie un premier jeu de rôle, "R.O.B.O:T" en 2006. Pour Vivere, du produit initialement prévu à 400 pages, une version d'une centaine de pages est promis en financement participatif.
Chaque publication a donc donné lieu à un financement participatif sur la plateforme Ulule.
Un kit de démonstration de 22 pages est publié en juillet 2013.  Il comprend de brèves introduction à l'univers et au système de jeu, la description de la planète Kolia et un scénario s'y déroulant; la version PDF a la particularité d'incorporer une œuvre musicale d'ambiance de Vincent Govindin.
Le livre de base, financé en 2012, est publié en mars 2014.  Long de 104 pages, à couverture souple, il contient des chapitres sur l'univers (50 pages), la création de personnages, le système de jeu, ainsi qu'un "Inventaire" listant l'équipement et autres éléments de jeu. Les illustrations sont réalisées par Laura Bevon, Guillaume Hipault, Hélène 'Ellana' Alonso et Alexandra Héraud.  Une seconde impression en septembre 2014 est presque identique à la première, à part quelques corrections de coquilles et de règles. 
L'écran du maître du jeu, financé en 2014, est publié en février 2015.  Celui-ci, illustré par Laura Bevon, est accompagné d'un livret de 20 pages comptant un scénario, Les Amants de Glaciris.
Des suppléments gratuits sont régulièrement publiés sous forme électronique sur le site du jeu. A terme, ceux-ci seront rassemblés dans un supplément à venir, qui fera plusieurs centaines de pages.
Le site propose également un document d'introduction, et d'autres aides de jeu.

### Réception critique
Le critique de Casus Belli, Nicolas Delzenne, s'il apprécie la maquette et les illustrations de l'ouvrage de base, les possibilités de jeu de l'univers ainsi que la simplicité de l'ensemble, déplore par contre l'insuffisance d'information sur les Cultes et la feuille de personnage sans grand attrait.  Celui du Maraudeur acquiesce quant à la qualité des illustrations, permettant une immersion dans l'univers considéré comme original, et apprécie le système de jeu simple et classique.  Le manque de richesse d'information dans le livre de base est cependant moins apprécié, tout comme la sensation d'amateurisme qui se dégage de l'ensemble.